# Kéri Bálint
Kéri Bálint (Nagyszombat vagy Lóc, 1712. március 17. – Pozsony, 1764. július 12.) bölcseleti és teológiai doktor, Jézus-társasági áldozópap és tanár.

## Élete
1726-ban lépett a rendbe. 1740-ben szentelték pappá. A bölcseletet a bécsi egyetemen négy évig tanulta, majd a Theresianumban tanított. 1742-ben a Pázmáneum spirituálisa lett, majd 1748-ban Grazban dogmatikát tanított. 1749-től apostoli gyóntató volt, Rómába zarándokolt, ahol a magyar vezeklőkkel négy évet töltött. 1753-ban visszatérve Grazban a Szentírás magyarázatát egy évig és 1754-től Kassán az ágazatos hittant négy évig adta elő. 1758-tól Bécsben a tartományi kormányzó mellett három évig működött. 1761-től házfőnök volt Győrben és 1762. augusztus 20-tól a Nagyszombati Egyetem rektora. 1764-ben a rend mint képviselőjét a pozsonyi országgyűlésre küldötte.

## Munkái
- Lusus poetici allegorici. Honoribus neo-baccalaureorum oblati a poesi Tyrnaviensi dum in ... universitati Tyrnaviensi soc. Jesu prima aa. 11. & philosophiae laurea condecorentur promotore Antonio Hellmar. Anno 1736. Tyrnaviae (névtelenül)
- Series banorum Dalmatiae, Croatiae et Sclavoniae chronologica ad annum saeculi hujas trigesimum tertium producta. Uo. 1737
- Introductio facilis in doctrinam de motu. Viennae, 1743, négy tábla rajzzal
- Introductionis facilis in doctrinam de muto continuatio. Uo. 1746, négy tábla rajzzal
- Exercitationes dramaticae, honoribus... neo-doctorum, cum in... universitate Viennensi, promotore ... suprema aa. 11. & philos, laurea insignirentur. A rhetorica Viennensi ... 1746. Viennae